# Darenzhuang
Darenzhuang är en sockenhuvudort i Kina. Den ligger i provinsen Shanxi, i den norra delen av landet, omkring 230 kilometer nordost om provinshuvudstaden Taiyuan. Antalet invånare är 7 316. Befolkningen består av 3 514 kvinnor och 3 802 män. Barn under 15 år utgör 16,0 %, vuxna 15-64 år 76 %, och äldre över 65 år 7,0 %.
Runt Darenzhuang är det ganska tätbefolkat, med 75 invånare per kvadratkilometer. Närmaste större samhälle är Huanghuatan, 5,3 km sydväst om Darenzhuang. Trakten runt Darenzhuang består i huvudsak av gräsmarker.
Genomsnittlig årsnederbörd är 679 millimeter. Den regnigaste månaden är juli, med i genomsnitt 165 mm nederbörd, och den torraste är januari, med 4 mm nederbörd.